# Коваль, Светлана
Светлана Коваль (род. 21 ноября 1967 года, Челябинск) — советская и российская конькобежка; чемпионка России на 1000 метров и 4-кратная призёр чемпионата России. Выступала за "Локомотив" (Челябинск). Мастер спорта СССР.

## Биография
Светлана родилась в Челябинске и в начальных классах средней школы занималась настольным теннисом. Неожиданно она перестала ходить в секцию и перешла в конькобежный спорт, мотивирую тем, что этот вид спорта кажется захватывающим. Она начала тренироваться у Андрея Антоновича Швеца, а потом у Валерия Николаевича Глухова. С 1983 года она тренировалась у заслуженного тренера Владимира Петровича Тюшнякова. 
С 1982 года 14-летняя спортсменка участвовала в юниорских чемпионатах СССР, а с 1986 года выступала на взрослых чемпионатах СССР по многоборью и лучшим за всё время стало 6-е место. На I Всесоюзных зимних юношеских спортивных играх среди юниоров она стала чемпионкой на дистанциях 1500 и 3000 метров, позже стала вторым призёром первенства РСФСР среди девушек в многоборье и на дистанциях 1000 и 1500 метров. 
В 1985 году на матче СССР-ГДР установила три рекорда СССР среди юниоров в забеге на 1500 метров со временем 2.15,37, на 3000 метров - 4.40,52 и в многоборье - 180,136 очков. В сезоне 1989/1990 участвовала в Кубке мира. После распада СССР, в 1992 году Светлана участвовала на 1-х чемпионатах России в спринтерском и классическом многоборьях и на обоих стала бронзовым призёром. В 1992 году она завершила карьеру спортсменки

## Личная жизнь
Светлана Коваль окончила в 1984 году школу № 147 в Челябинске, выпускница 1991 года Уральского государственного университета физической культуры (УралГАФК) на факультете зимних видов спорта и единоборств. Работает в УралГАФК.